# Antonov An-26
Antonov An-26 (NATO oznaka: Curl) je dvomotorno turbopropelersko vojaško in civilno transportno letalo. Zasnovali in proizvajali so ga v Sovjetski zvezi v letih 1969–1985. Skupaj je bilo izdelano 1403 letal.
Po uspehu taktičnega transportnega letala An-24T, se je pojavil interes za razvoj letala s tovorno rampo. Prvo poizkuse z rampo so izvedli na letalu An-40, ki so jo potem preuredili za trup An-24 in tako je nastal An-26. Letalo je bilo primarno zasnovano kot vojaško letalo.
An-26 uporablja veliko tehnologije iz predhodnika An-24, ki mu je po izgledu precej podoben. Uporablja visoka krila, dva turbopropelerska motorja, kapljasta okna pri straneh in statično linijo za metanje padalcev. Letalo so predstavili publiki na 27. Pariškem letalskem šovu.
An-26 so proizvajali brez licenčnega dogovora na Kitajskem kot Y-14

## Tehnične specifikacije
- Posadka: 5 (2 pilota, 1 radio operater, 1 inženir, 1 navigator)
- Kapaciteta: 40 potnikov
- Tovor: 5 500 kg (12 125 lb)
- Dolžina: 23,80 m (78 ft 1 in)
- Razpon kril: 29,20 m (95 ft 9½ in)
- Višina: 8,58 m (28 ft 1½ in)
- Površina kril: 74,98 m² (807 ft²)
- Prazna teža: 15 020 kg (33 113 lb)
- Maks. vzletna teža: 24 000 kg (52 911 lb)
- Motorji: 2 × Progress AI-24VT turbopropa, 2 103 kW (2 820 KM) vsak; (plus en majhen reaktivni motor Tumanski Ru-19-A300 type 7,85 kN (1 795 lb), ki služi kot APU
- Potovalna hitrost: 440 km/h (237 knots, 273 mph)
- Dolet: 2 500 km (1 376 nmi, 1 584 mi) z maks gorivom; 1 100 km (594 nmi, 683 mi) z maks. tovorom
- Višina leta (servisna): 7 500 m (24 600 ft)
- Hitrost vzpenjanja: 8,0 m/s (1 575 ft/min)